# Claoxylon monoicum
Claoxylon monoicum är en törelväxtart som beskrevs av Henri Ernest Baillon. Claoxylon monoicum ingår i släktet Claoxylon och familjen törelväxter.
Artens utbredningsområde är Madagaskar. Inga underarter finns listade i Catalogue of Life.